# Пермска Покрајина
Пермска Покрајина (рус. Пермский край), је конститутивни субјект Руске Федерације са статусом покрајине (краја) на простору поволшке Русије западно од Урала.
Административни центар покрајине је град Перм.
То је предео у Русији, настао спајањем Пермске области и Коми-пермјачког аутономног округа 2005. године.
У њему се налазе реке Кама и Муљанка.

## Етимологија
Покрајина носи име по административном центру Перму. Реч Перм се у древно време односила на географско подручје око горњег тока река Каме и Муљанке. Након што је 1723. године у овом подручју осниван већи руски град, он је добио ово име. Већина истраживача заступа теорију да реч Перм потиче од вепског пера-маа, што значи „Далека земља”, а вепски израз се односио на Заволжје.
У руском језику, име града се изговара у женском роду.

## Становништво
| 1989.     | 2002.     | 2010.     |
| --------- | --------- | --------- |
| 3.099,994 | 2.819,421 | 2,635,276 |